# Boris Tadić
Boris Tadić (en serbio cirilizado: Борис Тадић; Sarajevo, 15 de enero de 1958) fue, desde el 11 de julio de 2004 hasta el 5 de abril de 2012, presidente de Serbia. De profesión psicólogo, es también presidente del Partido Demócrata.
En las elecciones presidenciales de 2004 venció a su rival, Tomislav Nikolić, del nacionalista Partido Radical Serbio con el 53'24% de los votos. El 3 de febrero de 2008 volvió a ganar las elecciones presidenciales venciendo de nuevo a Nikolić. Finalmente fue derrotado por el propio Nikolić, esta vez al frente del Partido Progresista Serbio en las elecciones presidenciales celebradas el 20 de mayo de 2012.

## Primeros años
Boris Tadić nació en Sarajevo, la capital de la entonces República Socialista de Bosnia y Herzegovina, una república dentro de la República Federal Popular de Yugoslavia. Su padre, Ljubomir, era filósofo y miembro de la Academia de las Artes y de las Ciencias de Serbia. Su madre, Nevenka, era psicóloga. Su abuelo materno y otros seis familiares fueron asesinados por el régimen ustashi croata durante la Segunda Guerra Mundial en el campo de concentración de Jasenovac.
Sus padres viajaban muy a menudo y se habían trasladado a Bosnia desde París, donde estaban realizando sus estudios de doctorado, sólo unos días antes de su nacimiento. La familia se trasladó a Belgrado cuando Boris tenía tres años, y su padre obtuvo un trabajo en el diario Liberación. 
Cursó los estudios elementales en el colegio Pera Popović Aga. Durante su adolescencia jugó a waterpolo en la sección del Partizán de Belgrado, pero tuvo que abandonarlo debido a las lesiones. Se graduó en la Universidad de Belgrado con el título en psicología. Tadić fue detenido durante sus estudios por asistir a conferencias de organizaciones anticomunistas en apartamentos privados con profesores disidentes que habían perdido sus puestos de trabajo en la Universidad. Trabajó como periodista, psicólogo clínico militar y como profesor de psicología.
Hasta 2003, Tadić también trabajó en la Universidad de Belgrado como profesor de publicidad política.

## Carrera política
Tadić se afilió al Partido Demócrata, fundado en 1919 pero suprimido durante el comunismo en Yugoslavia, cuando se refundó en 1990. Los demócratas ganaron siete escaños en la Asamblea Nacional de ese año. 
Boris Tadić fue el fundador, en 1998, del Centro de Estudios Modernos, una ONG que se ocupa de la educación política y cívica, y el desarrollo de la cultura política y el diálogo. 
Como miembro de la oposición democrática de Serbia, jugó un papel clave en la Revolución de Octubre que derrocó a Slobodan Milošević en 2000. Fue dos veces vicepresidente del Partido Demócrata antes de ser elegido como nuevo líder en 2004. 
Tadić fue nombrado Ministro de Telecomunicaciones en el Gobierno de la República Federal de Yugoslavia en 2000, y Ministro de Defensa de Serbia y Montenegro desde el 17 de marzo de 2003 hasta que comenzó su campaña presidencial. Se desempeñó como diputado del Partido Demócrata en el Senado Federal y como vice-portavoz del Parlamento de Yugoslavia. Fue líder de la coalición Oposición Democrática de Serbia en el Parlamento de Serbia y Montenegro en 2003, y líder del Partido Demócrata en el Parlamento de Serbia en 2004. 
El asesinato de Zoran Djindjic, en marzo de 2003 dio lugar a una convención del Partido Demócrata en 2004, en la que Tadić se impuso a Zoran Zivkovic.

## Presidencia

### Primer mandato

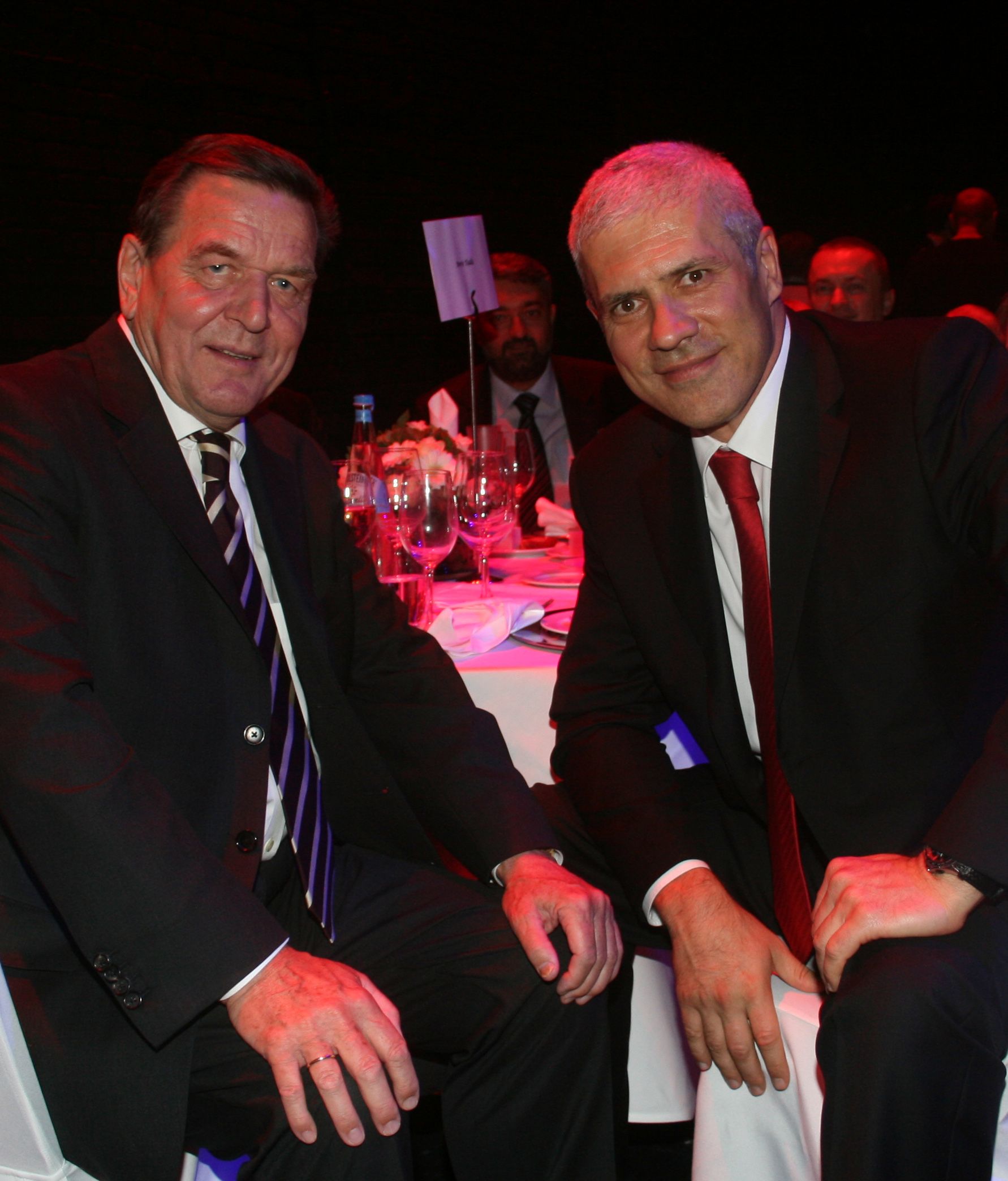
Boris Tadić y Gerhard Schröder durante la ceremonia de entrega de los Premios Quadriga.

Recién elegido líder del Partido Democrático, fue proclamado candidato para las elecciones presidenciales, donde derrotó a Tomislav Nikolic, del nacionalista Partido Radical Serbio, en la segunda vuelta de las elecciones presidenciales de 2004, con un 53,34% de los votos. Fue proclamado presidente el 11 de julio de ese año.  
El 6 de diciembre, Boris Tadić pidió disculpas en Bosnia-Herzegovina, a todos aquellos que habían sufrido los crímenes cometidos en nombre del pueblo serbio.
Como presidente, Tadić llevó a cabo una política exterior prooccidental. El 28 de septiembre de 2005, se reunió con el Papa Benedicto XVI en la Ciudad del Vaticano, siendo el primer jefe de Estado serbio al que se concedía una audiencia con el Papa. Esto ayudó a mejorar las tradicionalmente tensas relaciones católico-ortodoxas. También dejó constancia de su solidaridad con víctimas de la Guerra de Bosnia, al acudir en julio a los actos conmemorativos del X aniversario de la Masacre de Srebrenica. A pesar de las críticas recibidas por sectores ultranacionalistas, Tadić comentó: "'Voy a ir a Srebrenica para rendir tributo a las víctimas inocentes de los crímenes cometidos aquí (...) es necesario establecer una confianza plena y una cooperación en la región."
Siendo jefe de Estado, se celebró el referéndum sobre la independencia de Montenegro en 2006, siendo el primer mandatario extranjero en visitar Montenegro tras la proclamación del nuevo estado el 8 de junio, comprometiéndose a continuar las relaciones de amistad entre ambas repúblicas. Asistió, además, al primer izado de la bandera de Serbia en la sede de las Naciones Unidas en la ciudad de Nueva York.
Tadić participó en la celebración del 50.º aniversario de la Revolución de Hungría, descubriendo una placa en honor de Imre Nagy junto al primer ministro Ferenc Gyurcsány en la embajada de Serbia en Budapest.
Contrariamente a su anterior decisión en las elecciones parlamentarias de Kosovo en 2004, Tadic declaró que no tenía derecho de llamar a votar a los serbios de Kosovo en las elecciones parlamentarias de 2007, ya que las medidas que solicitó en 2004 no se habían cumplido. 
Dijo que los antiguos y los actuales terroristas, que escaparon de las cárceles de Kosovo en septiembre de 2007, se encontraban en las regiones septentrionales de la República de Macedonia (hoy, Macedonia del Norte). Según él, los terroristas estaban planeando nuevos ataques a municipios del sur de Serbia, con el fin de iniciar un nuevo Conflicto del Valle de Presevo.
El 13 de enero, Tadić anunció una importante inversión para la modernización de las Fuerzas Armadas de Serbia, que incluía una revisión general de la Fuerza Aérea.

### Segundo mandato

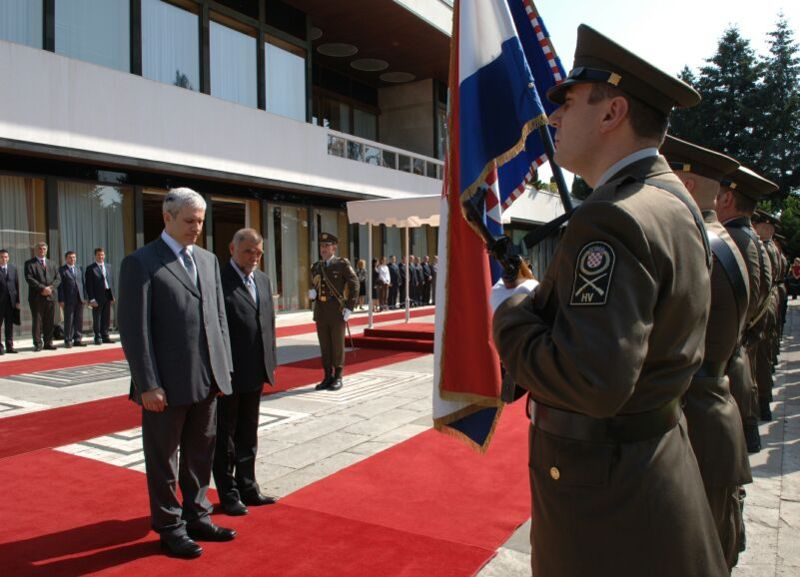
Boris Tadić junto al presidente de Croacia, Stjepan Mesić.

Para las Elecciones presidenciales de Serbia de 2008, Tadic recibió el apoyo del G17 Plus y el Partido Demócrata de Sanjak, sus socios en el Gobierno. También recibió apoyo de varios partidos minoritarios nacionales, incluyendo el húngaro y el romaní, además del firme apoyo de Milorad Dodik, el primer ministro de la República Srpska, donde viven más del 90% de los serbobosnios. También recibió el apoyo de diversas organizaciones que representan a personas con discapacidades y necesidades especiales. 
Tadić recibió 1.457.030 votos (el 35,39%) en la primera ronda. En la segunda vuelta, el 3 de febrero de 2008, se enfrentó a Tomislav Nikolic, y ganó la elección con 2.304.467 votos (50,31%). Fue proclamado de nuevo presidente de Serbia el 15 de febrero.
La Asamblea de Kosovo, en declaración unilateral, proclamó la independencia de la región el 17 de febrero de 2008. Tadić instó a las Naciones Unidas a una reunión de urgencia del Consejo de Seguridad para anular el acto. También dijo que Belgrado nunca reconocería la independencia de Kosovo y no renunciaría a la lucha por sus legítimos intereses. Rusia respaldó la posición de Serbia y el presidente Vladímir Putin dijo que cualquier tipo de apoyo a la declaración unilateral de Kosovo sería inmoral e ilegal.
El 21 de julio de 2008, efectivos de seguridad serbios detuvieron en Belgrado a Radovan Karadžić, acusado de crímenes de guerra y genocidio durante la guerra de Bosnia, fugitivo desde 1995. A pesar de la fuerte oposición de grupos nacionalistas serbios, el gobierno de Tadic entregó a Karadzic a la justicia internacional para su procesamiento en el TPIY, siendo trasladado a La Haya el 30 de julio. Este gesto entraba dentro de la política de colaboración internacional con la que Tadic pretendía una aproximación a la Unión Europea para una futura solicitud de ingreso.
En el marco de la normalización de relaciones internacionales, en mayo de 2009, se entrevistó en Belgrado con el vicepresidente de Estados Unidos Joe Biden, en la primera visita oficial a Serbia de un mandatario norteamericano tras las guerras yugoslavas. Biden afirmó su "respaldo a Serbia en su camino hacia la Unión Europea". En su normalización de relaciones con otras repúblicas ex-yugoslavas, Tadić participó en Croacia en noviembre de 2010 en un acto de homenaje a las víctimas de los serbios en la Masacre de Vukovar.
En mayo de 2011, el gobierno de Tadić logró uno de los objetivos fijados por la Unión Europea para el acceso de Serbia a la misma, al capturar al exgeneral serbobosnio Ratko Mladić, el hombre más buscado (junto a Radovan Karadžić) por delitos durante la guerra de Bosnia.